# Charles Girault
Charles-Louis Girault (ur. 27 grudnia 1851 w Cosne-Cours-sur-Loire, zm. 26 grudnia 1932 w Paryżu) – francuski architekt, znany przede wszystkim jako projektant Petit Palais w Paryżu.

## Życiorys
Girault studiował architekturę w École des Beaux-Arts w Paryżu, gdzie był uczniem Louisa-Jules’a André’ego. W 1880 roku zdobył Prix de Rome, co umożliwiło mu kilkuletni pobyt w Villa Médicis w Rzymie. Po powrocie do Francji rozpoczął karierę jako architekt rządowy.

## Najważniejsze projekty
Najbardziej znanym dziełem Giraulta jest Petit Palais, który zaprojektował na Wystawę Światową w 1900 roku w Paryżu. Budynek ten, inspirowany klasyczną architekturą francuską, jest obecnie siedzibą Musée des Beaux-Arts de la Ville de Paris.
Girault uczestniczył również w projektowaniu innych ważnych budowli, m.in.:
- przebudowy Grand Palais w Paryżu,

- Łuku Triumfalnego w Brukseli (Cinquantenaire),

- mauzoleum Leopolda II w Koekelbergu.

## Śmierć i dziedzictwo
Girault zmarł 26 grudnia 1932 roku w Paryżu. Jego dorobek pozostaje ważną częścią francuskiej i europejskiej architektury przełomu XIX i XX wieku.